# Andrea Jonasson
Andrea Jonasson (Friburgo in Brisgovia, 29 giugno 1942) è un'attrice teatrale tedesca.

## Biografia
Nata Andrea Karina Stumpf, la sua formazione artistica avviene alla Scuola d'Arte Drammatica di Monaco: successivamente si trasferisce in un'altra scuola ad Amburgo, diretta dal celebre attore tedesco Gustaf Gründgens. Inizia la carriera di attrice con numerose apparizioni a Zurigo e, contemporaneamente, si dedica anche alla recitazione in televisione, dove è interprete di numerose produzioni per il piccolo schermo.
In seguito alla sua interpretazione nella riduzione televisiva del dramma di Eugene O'Neill Il lutto si addice a Elettra, a Berlino le viene conferito nel 1970 il premio Goldene Kamera per la migliore interpretazione femminile.
Nel 1973 conosce il regista teatrale Giorgio Strehler, che sposerà poi nel 1981: da allora, divenuta nel frattempo prima attrice del Burgtheater di Vienna, dividerà la sua carriera artistica, recitando sia in lingua tedesca che italiana, a Vienna e a Milano, al Piccolo, diretto dal marito.
Nel 1989 riceve il Premio Hystrio Premio Europa; nel 1997 le viene conferito il Premio Eleonora Duse. Nel 2009 interpreta una regia di Strehler, da lei stessa messa in scena: "La storia della bambola abbandonata".

## Prosa televisiva RAI
- I giganti della montagna di Luigi Pirandello, regia di Giorgio Strehler, trasmessa il 4 novembre 1995.

## Teatro
- La vita è sogno di Pedro Calderón de la Barca, regia di Luca Ronconi, Piccolo Teatro, Milano, stagione 1999-2000[1]

## Premi e riconoscimenti
- Premio Flaiano sezione teatro[2]
  - 1995 - Premio all'interpretazione per il complesso della sua opera